# Freie Wissenschaftliche Vereinigung
Die Freien Wissenschaftlichen Vereinigungen waren Zusammenschlüsse von jüdischen und nichtjüdischen Studenten an der  Friedrich-Wilhelms-Universität zu Berlin und anderen deutschen Hochschulen.

## Geschichte
Die Berliner Bewegung und die Antisemitenpetition führten zu studentischen Vereinsbildungen unter ausdrücklichem Ausschluss jüdischer Kommilitonen, so in Berlin der Akademisch-Rechtswissenschaftliche Verein. Heinrich von Treitschke und Adolf Stöcker stellten sich gegen das „überwuchernde“ Judentum in Deutschland. Adolf Lasson warnte vor  antisemitischer Betätigung der Studenten. „An allen Universitäten war es auf einmal vorbei mit der Ruhe und Verträglichkeit. Das Gemeinsamkeitsgefühl der akademischen Jugend war gesprengt.“ Gegen diese Entwicklung wandte sich die Notabeln-Erklärung.
Der studentische Kampf gegen den Antisemitismus begann an der Georg-August-Universität Göttingen mit Aufrufen von Ludwig Quidde. In Berlin formierte sich im Dezember 1880 ein „Komité zur Bekämpfung der antisemitischen Agitation unter den Studenten“. Geführt wurde es von stud. iur. Oscar Schubert, einem späteren Mitgründer der FWV. Beim Kommers zur Zehnjahresfeier der
 Deutschen Reichsgründung warnte der Rektor August Wilhelm von Hofmann vor Zwietracht. Theodor Mommsen pries Rudolf von Österreich-Ungarn für seine Äußerungen gegen den Antisemitismus. Am Schluss des Kommerses kam es zu Tätlichkeiten und Duellforderungen zwischen jüdischen Studenten und Mitgliedern des  Vereins Deutscher Studenten. Zu den „glänzenden Rednern“ des nationalen Lagers gehörte Diederich Hahn. Treitschke, Adolph Wagner und Ernst Curtius waren Ehrenmitglieder des V.D.St.
Durch die Agitation des V.D.St. empört, entschlossen sich vier Absolventen des  Friedrichswerderschen Gymnasiums zur Gegenagitation. „Einigkeit sollte gegen Zwietracht gesetzt, das trotz des Verbindungswesens früher vorhandene Gemeinschaftsgefühl der akademischen Jugend wieder geweckt und gefestigt und das, was sie einte – wissenschaftliches Streben und die eigenartige studentische Geselligkeit – in den Vordergrund gestellt werden. Die Bekämpfung des Antisemitismus sollte nicht Hauptzweck sein, sondern die Folge der Einigkeit.“ Der Name „Freie Wissenschaftliche Vereinigung“ wurde von stud. med. Hugo Stadthagen vorgeschlagen. Die einfache Unterschrift der Statuten genügte für die Aufnahme. Gegen den Widerstand von VdSt und Polizei gelang die (getarnte) Gründungsversammlung am 23. Juni 1881.
Auf Wunsch des Rektors (v. Hofmann) hatte sich das Komité im Februar 1881 aufgelöst. Und da Religion und Politik in der FWV keine Rolle spielen sollten, segneten der Rektor und der Universitätsrichter die Vereinsgründung ab. Die bald 200 Mitglieder gaben ihrem Zusammenschluss eine eher lose als korporative Struktur. Sie bestimmten den Montag zum ständigen Vereinsabend und wählten als Couleur erst Schwarz–blau–silber, dann Blau–rot–weiß/silber. Das Farbenlied war „Was wir kühn zu wagen alle sind gewillt“. Für die von chauvinistischen tschechischen Studenten verfolgten und misshandelten deutschen Studenten an der Karl-Ferdinands-Universität wurde eine Sympathieerklärung beschlossen. Noch im selben Semester trat die FWV dem gerade gegründeten  Deutschen Schulverein bei.
Zu den FWV-Mitgliedern gehörten Jakob van Hoddis, Kurt Hiller, Ernst Bresslau, der Geologe Heinrich Adolf von Eck, Walter König, Otto Neumann-Hofer, Georg Ellinger, Georg Heinitz (Vater von Ernst Heinitz), Otto Morgenstern und Wilhelm Fliess. Mommsen und Rudolf Virchow waren seit 1887 Ehrenmitglieder.
In den 1920er Jahren befand sich die Kneipe im Hotel Atlas in der Friedrichstraße 105.
Dass die Berliner Freie Wissenschaftliche Vereinigung sich im Juli 1933 auflöste, wird als Anfang vom Ende des Judentums in Deutschland gesehen.

„Dem Minderheitler ist die Toleranz Lebensnotwendigkeit, dem Mehrheitler Bekenntnis. Notwendigkeit ist im realen Leben aber zwingender als Bekenntnis, und Treue ist seltener als Notwehr. Darum gebühren dem Treuen auch die höchsten Ehren. Das zu begreifen und anzuerkennen, ist gute deutsche Art und wird in der F.W.V. gut verstanden.“

## Andere FWV-Orte
Eine FWV entstand 1881 auch in Breslau. In Leipzig bestand die erste FWV 1882, die zweite 1890/91 und die dritte (mit Walter Hasenclever als Präsident) von 1911 bis 1913. Die FWV Heidelberg wurde im Sommer 1892 von Christen und Juden gemeinschaftlich gegründet. Die am 27. Mai 1921 begründete FWV an der Handelshochschule Nürnberg gehörte nicht zum Bund der FWV und hatte nie ein nichtchristliches Mitglied. Eine politisch und sozial paritätische FWV bestand in Hamburg.